# Alianza del Pueblo Nuevo

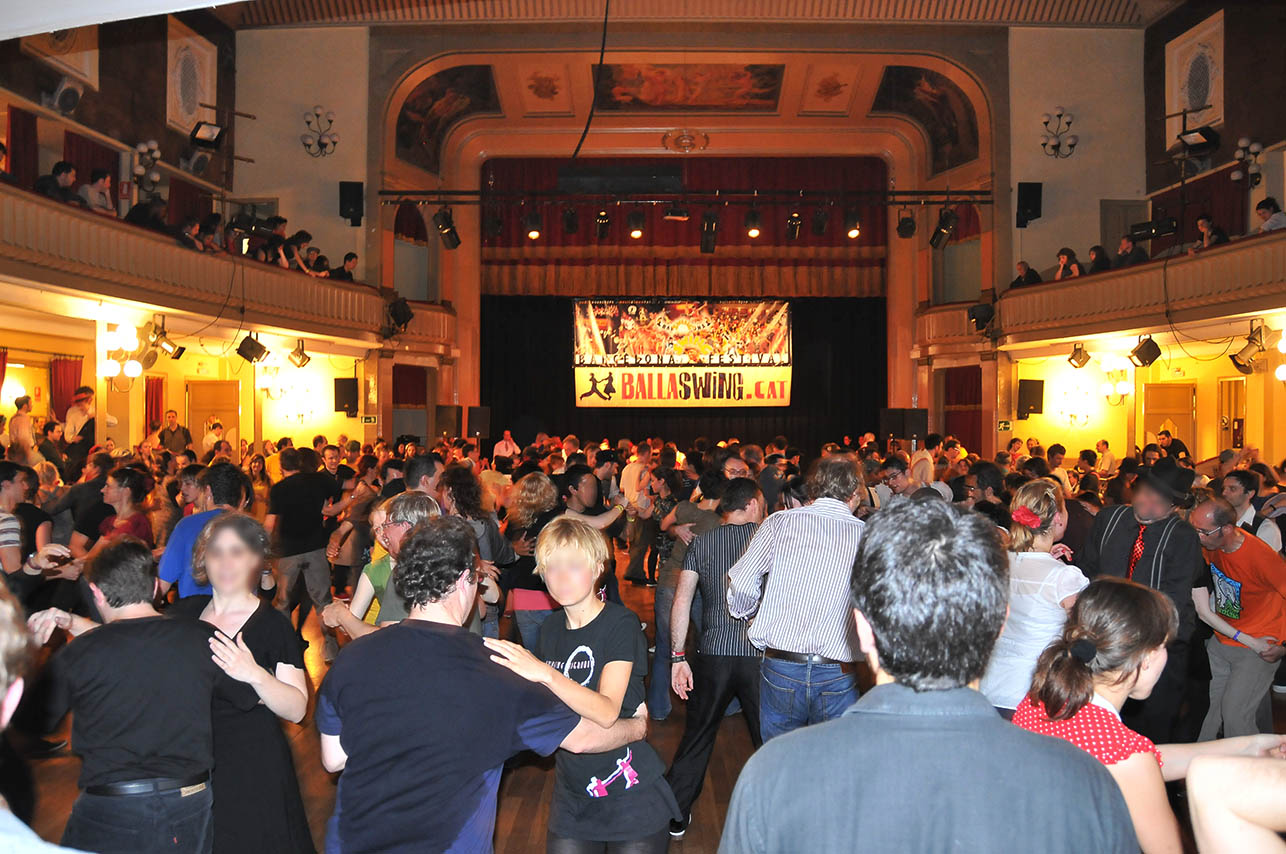
Interior del edificio

El Casino de la Alianza del Poblenou,  u oficialmente Casino l’Aliança del Poblenou, es una entidad de carácter cultural, recreativo y mutualista de Barcelona. Su sede social, en la Rambla del Poblenou, 42, alberga un teatro conocido con el mismo nombre de la entidad. 

## Historia
La sociedad Alianza del Poblenou nació el 19 de septiembre de 1869 con finalidades culturales, recreativas y asistenciales con la creación de una hermandad de ayuda mutua entre socios. Aunque se formó con orígenes interclasistas y populares, con un obrero como primer presidente, con el tiempo se configuraría como entidad característica de las clases medias, menestrales y pequeños propietarios del barrio del Poblenοu, manteniendo siempre su carácter liberal. La entidad vivió dos momentos históricos difíciles durante la dictadura de Primo de Rivera, que clausuró la sociedad en seis ocasiones por separatista, y durante la guerra civil, cuando el Casino -ya en el nuevo edificio-, a punto de ser incendiado, fue incautado por el Comité de Defensa de la República. Su sala de espectáculos ha sido el marco de numerosas actividades de tipo cultural y social de transcendencia ciudadana, como las campañas de "teatre off Barcelona". 
En 1878 se inaugura el primer local del teatro que estuvo situado en la calle de Wad-Ras n.º 201-203  (actualmente calle Josep Trueta). El 1884 la entidad se trasladó a un local de la misma calle que hacia esquina con la Rambla del Poblenou. Este local fue rehabilitado a fondo entre 1919 i 1921 por el arquitecte Manuel Raspall.  En 1928 se constituye la nueva entidad Casino La Alianza y en 1929 se coloca la primera piedra del nuevo edificio que se acaba finalmente en 1944. L'arquitecto fue Amadeo Llopart Vilalta. 
En 1994 la entidad fue galardonada con la Cruz de Sant Jordi por la Generalidad de Cataluña.

## Eurovisión
En este mismo teatro se hizo la gala Eurovisión 2009: El retorno, gala que servía para decidir el representante de España en Eurovisión.